# Nastasiivka, Berezivka
Nastasiivka (în ucraineană Настасіівка) este un sat în comuna Andrievo-Ivanivka din raionul Berezivka, regiunea Odesa, Ucraina.

## Demografie
Componența lingvistică a localității Nastasiivka
     Ucraineană (92,38%)
     Rusă (1,83%)
     Alte limbi (0,91%)
Conform recensământului din 2001, majoritatea populației localității Nastasiivka era vorbitoare de ucraineană (92,38%), existând în minoritate și vorbitori de armeană (4,73%) și rusă (1,83%).